# Tahoma
Tahoma és un tipus de lletra de pal sec humanística. Va ser dissenyada per Matthew Carter per encàrrec de Microsoft amb la finalitat de millorar la visualització del text per pantalla, en especial el text petit de menús i quadres de diàleg del sistema operatiu. En el seu disseny hi va participar Thomas Rickner, destacat expert en tècniques d'optimització de fonts per a la seva visualització per pantalla i que també va treballar per a la foneria tipogràfica Monotype.
Fou publicada el 1995 a la distribució inicial de Windows 95 amb dues variacions d'estil tipogràfic: rodona i negreta. El juny de 2010 la foneria tipogràfica Ascender Corporation publicà les variacions d'estil tipogràfic Tahoma cursiva i negreta cursiva.

## Llegibilitat de tipografies digitals

Comparació de l'efecte aliàsing i antialiàsing amb la lletra tipogràfica Tahoma

El procés de creació de tipografies digitals inclou normalment processos que ajuden a millorar la seva llegibilitat com l'antialiàsing i l'optimització per a la seva visualització per pantalla (en anglès hinting).
L'antialiàsing suprimeix els efectes visuals associats a la representació dels caràcter amb píxels mitjançant la generació d'ombres intermèdies. Els colors de les ombres resulten del càlcul entre els colors de les lletres i el del fons de pantalla.
L'optimització per a la visualització per pantalla inclou un conjunt de tècniques, aplicades al procés de creació dels contorns, que s'utilitzen per mantenir la coherència dels caràcters a qualsevol resolució, en especial a les baixes. Existeix programari que treballa les correccions automàticament facilitant la feina que suposa aplicar el procés d'optimització a cada glif per a cada possible resolució. Un cop finalitzat el procés automàtic es fa necessària la revisió de cada caràcter per part del dissenyador.

## Anàlisi de la lletra tipogràfica Tahoma

### Mètrica
En una primera aproximació a les característiques mètriques de la Tahoma es pot observar que l'altura de les astes descendents és lleugerament inferior a la de les astes ascendents i que les astes ascendents pugen per sobre de l'altura de les lletres de caixa alta. Pel que fa al traç, el de les lletres de caixa baixa és lleugerament més estret que el de les de caixa alta.

Trets més característics de la mètrica vertical de la lletra tipogràfica Tahoma

Les lletres que contenen traços amb corba a la seva part superior sobresurten lleugerament de l'altura de la x a les lletres de caixa baixa i de l'altura de les majúscules a les de caixa alta. De la mateixa manera, aquelles amb traços corbs a la part inferior sobresurten lleugerament de la línia base. D'aquesta manera s'aconsegueix corregir la variació en la percepció de les lletres amb línies corbes superiors o inferiors. Aquestes, es perceben amb una altura inferior que altres lletres formades per línies rectes.

### Geometria
La Tahoma té una geometria senzilla, sense gràcies i una modulació vertical.

Geometría característica de la lletra tipogràfica Tahoma (caixa alta)

A les lletres de caixa alta formades amb línies rectes, com la A, la F o la E, els traços terminals són horitzontals i no disminueixen el gruix a les unions. Les que contenen traços corbs, com la O, la R o la B canvien lleugerament el gruix del traç durant el seu recorregut. A més a més les lletres amb terminacions corbes, com la S o la C, guanyen amplada al final del traç sempre mantenint la terminació perpendicular a la línia base.

Geometría característica de la lletra tipogràfica Tahoma (caixa baixa)

Les lletres de caixa baixa formades amb línies rectes, com la y o la v, també presenten els traços terminals horitzontals i uniformes a les unions. De la mateixa manera, el filet de la e és horitzontal. Les lletres que contenen traços corbs, com la g, la b o la d, canvien sensiblement el gruix del traç a les unions. Les que presenten terminacions corbes, com la a, la e o la c, guanyen amplada al final del traç mantenint la terminació perpendicular a la línia base, de la mateixa forma que ho fan les de caixa alta. L'orella de la g és lleugerament més estreta que la resta de traços rectes de les altres lletres, tot i que es pot trobar el mateix comportament a la b i a la q.

## Comparació amb altres lletres tipogràfiques

Comparació de les lletres tipogràfiques Tahoma i Verdana

Comparació de les lletres tipogràfiques Tahoma i Frutiger

Comparació de les lletres tipogràfiques Tahoma i Bell Centennial

Tot i que és similar a la Verdana, la Tahoma té un cos més estret, uns blancs menys generosos, l'espai entre lletres més estret i un joc de caràcters Unicode més complet.
Tahoma és considerada com la predecessora de la lletra tipogràfica Verdana, pel tipògraf de Microsoft Simon Earnshaw, a una entrevista amb el dissenyador gràfic i escriptor Daniel Will-Harris publicada en un article al seu lloc web. Daniel Will-Harris assenyala que sovint es comparen les lletres tipogràfiques Verdana i Frutiger, tot i que Matthew Carter (entrevistat al mateix article) troba més trets similars entre les lletres tipogràfiques Verdana i Bell Centennial, ambdues dissenyades per Carter.

## Tahoma als sistemes operatius

### Sistemes Microsoft
Tahoma és la lletra tipogràfica oficial utilitzada al programari Office 97. També es va incloure com a lletra tipogràfica per defecte als sistemes operatius de Microsoft Windows 2000 i Windows XP.

### Sistemes Apple
El 2007 Tahoma s'inclou a la versió del sistema operatiu d'Apple, Mac OS X V10.5 més conegut com a "Leopard". També s'inclouen a Leopard d'altres lletres tipogràfiques que només havien estat disponibles fins llavors per a sistemes Microsoft: Microsoft Sans Serif, Arial Unicode i Wingdings.

### Sistemes Unix
A l'octubre del 2007 el projecte Wine per a la implementació de Windows a sistemes Unix inclou una lletra tipogràfica de substitució Tahoma rodona i Tahoma negreta a la seva versió 0.9.47. Es dissenya amb unes característiques idèntiques a la lletra tipogràfica Tahoma per poder solucionar així els problemes de visualització que presentaven algunes aplicacions quan eren implementades a Wine.